# Polisportiva Val di Sangro 2006-2007
Questa voce raccoglie le informazioni riguardanti   la Polisportiva Val di Sangro nelle competizioni ufficiali della stagione 2006-2007.

## Rosa
| N. |                   | Ruolo | Calciatore             |  |
| -- | ----------------- | ----- | ---------------------- |  |
|    | Italia (bandiera) | C     | Simone Adani           |  |
|    | Italia (bandiera) | P     | Alessio Arfè           |  |
|    | Italia (bandiera) | C     | Massimiliano Berardini |  |
|    | Italia (bandiera) | D     | Marco Bianchi          |  |
|    | Italia (bandiera) | C     | Alessandro Bruno       |  |
|    | Italia (bandiera) | C     | Federico Capece        |  |
|    | Italia (bandiera) | C     | Andrea Chiofris Gori   |  |
|    | Italia (bandiera) | A     | Cristiano Colella      |  |
|    | Italia (bandiera) | C     | Massimo Epifani        |  |
|    | Italia (bandiera) | D     | Giovanni Esposito      |  |
|    | Italia (bandiera) | P     | Claudio Furlan         |  |
|    | Italia (bandiera) | D     | Danilo Fusaro          |  |
|    | Italia (bandiera) | D     | Giorgio Galluzzo       |  |
|    | Italia (bandiera) | C     | Luca Galuppi           |  |

| N. |                   | Ruolo | Calciatore                |
| -- | ----------------- | ----- | ------------------------- |
|    | Italia (bandiera) | D     | Carmelino Gioffrè         |
|    | Italia (bandiera) | A     | Riccardo Innocenti        |
|    | Italia (bandiera) | D     | Alex Lieti                |
|    | Italia (bandiera) | A     | Nunzio Majella            |
|    | Italia (bandiera) | C     | Giorgio Palermo Marinucci |
|    | Italia (bandiera) | D     | Pasquale Marsinelli       |
|    | Italia (bandiera) | D     | Felice Orsinetti          |
|    | Italia (bandiera) | A     | Giuseppe Pagana           |
|    | Italia (bandiera) | A     | Nunzio Pagano             |
|    | Italia (bandiera) | C     | Andrea Sivilla            |
|    | Italia (bandiera) | C     | Enrico Velardi            |
|    | Italia (bandiera) | C     | Fernando Vitone           |
|    | Italia (bandiera) | A     | Liborio Zuppardo          |